# Microphotus fragilis
Microphotus fragilis là một loài bọ cánh cứng trong họ Đom đóm (Lampyridae). Loài này được Olivier miêu tả khoa học năm 1912.